# Ozierianie
Ozierianie (ros. Озеряне) – wieś (ros. seło) w południowo-wschodniej Rosji, terytorialnie i administracyjnie należąca do rejonu biełogorskiego, w obwodzie amurskim. 
Według danych statystycznych z 2016 roku wieś Ozierianie zamieszkiwało 110 mieszkańców. 